# Liberius (patricius)
Liberius (voluit Petrus Marcellinus Felix Liberius) (ca. 465 - ca. 554) was een Laat-Romeinse aristocraat en bestuurder wiens carrière zich over een periode van ruim zestig jaar uitstrekte. Tijdens deze periode bekleedde hij in zowel het Oost-Romeinse Rijk als het Ostrogotische Rijk in Italia de hoogste ambten. Hij was de hoogste bestuurder in zowel Italia, Gallië en Egypte, "een opmerkelijke prestatie. Julius Caesar en Napoleon Bonaparte zijn de enige parallellen die te binnen schieten!" zoals James O'Donnell in zijn biografische studie van Liberius opmerkt.

## Afkomst en familie
De exacte afkomst van Liberius is onbekend, maar er wordt gespeculeerd dat hij afkomstig is uit Liguria. Zijn familie hoorde binnen Italia zeker niet tot de hoogste senatoriale klasse. Liberius was getrouwd met Agretia. Het echtpaar had verschillende zonen en één dochter. Over hen is niets bekend, behalve dat een van zijn zonen, Venantius in 507 de functie van consul vervulde. Enige tijd later bekleedde deze zoon de ceremoniële functie van comes domesticorum vacans.

## Carrière onder de Goten

### Prefect in Italia
Na de afzetting van de laatste West-keizer, Romulus Augustulus, door Odoaker in 476, bleef het Romeinse administratieve apparaat in Italia onder het nieuwe regime functioneren. Het bleef uitsluitend bemand door Romeinen. Daarbij werd de pretentie in stand gehouden dat Italia in naam nog steeds deel uitmaaket van het Romeinse Rijk. Verschillende senatoriale families bleven op hoge administratieve posten in functie. Een van hen was de jonge Liberius. Ondanks zijn jeugd lijkt hij zich te hebben onderscheiden, want in 493, na de moord op Odoaker, benoemde de nieuwe heerser van Italia, de Ostrogotische leider Theodorik de Grote hem tot de hoogste burgerlijke ambt van pretoriaanse prefect van Italia. Hij bleef deze functie tot het jaar 500 vervullen. In dat jaar trad hij terug. Bij deze gelegenheid werd hem de rang van Patriciër toegekend.  Zijn ambtsperiode was een succes; hij bleek in op financieel gebied capabel. Ook wist hij de gevoelige kwestie van de Gotische immigratie en bijbehorende herverdeling van land redelijk soepel te doen verlopen, iets wat tot uiting kwam in de uitbundige lof die hij van zijn tijdgenoten, Magnus Felix Ennodius en Cassiodorus mocht ontvangen.

### Prefect in de Provence
In 508 veroverde Theodorik het grondgebied van de Provence in het zuidoosten van Gallië. In 510 besloot hij om de ter ziele gegane functie van Pretoriaans prefect van Gallië opnieuw in het leven te roepen om dit grondgebied te administreren, de hoofdstad werd Arelatum. Theodorik koos Liberius voor deze post, een teken van vertrouwen zowel in zijn bekwaamheid als in zijn loyaliteit. Liberius diende in die hoedanigheid tot 536, toen hij terugkeerde naar Italia, de langst bekende periode dat iemand een dergelijke ambt bekleedde. Liberius' primaire verantwoordelijkheid lijkt de pacificatie van de nieuwe en door oorlog verscheurde provincie te zijn geweest, een taak waar hij in geslaagd lijkt te zijn. In dit werk had hij veel hulp van de plaatselijke bisschop, Caesarius. Ergens in het midden van de jaren 520, werd Liberius tijdens een Visigotische inval met een speer in zijn buik gestoken. Hij was de dood nabij. De komst van de bisschop zorgde echter voor een "wonderbaarlijke" genezing. Een soortgelijk verhaal wordt ook over zijn vrouw, Agretia, verteld.
Mogelijk als een gebaar van dankbaarheid voor zijn redding, bouwde hij een nieuwe kathedraal in Orange, waar in 529 het Tweede Concilie van Orange werd gehouden; Liberius' handtekening staat als eerste op de lijst van leken die de beslissingen van dit concilie bekrachtigden. Hij stichtte ook een klooster in de buurt Alatri, 60 kilometer ten zuiden van Rome: men kan zich afvragen of dit een gebaar van dankbaarheid was. Dit klooster is geïdentificeerd als die van de heilige Sebastiano. Het gebouw staat nog steeds overeind 3 km van Alatri. Na de dood van Theodorik de Grote in 526, kreeg hij de titel van Patricius praesentalis. O'Donnell merkt op dat dit "het enige bekende geval in de geschiedenis van de Ostrogotische koninkrijk is waar een Romeins burger een belangrijke militair commando kreeg." In 534 was Liberius terug in Italia.

### Diplomatieke missie naar Constantinopel
Op dat moment werd het Ostrogotische koninkrijk geconfronteerd met een opvolgingsstrijd. Na de dood van Theodorik werd diens kleinzoon, Athalarik tot koning gekroond. Aangezien hij nog slechts een kind was, nam zijn moeder, Amalasuntha, het regentschap op zich. Haar nauwe betrekkingen met de Oost-Romeinse keizer, Justinianus, maakte haar echter niet populair. De jonge koning gaf zich in de tussentijd over aan genot. Dit verzwakt zijn constitutie en resulteerde in oktober 534 in een vroegtijdig overlijden van Athalarik. Amalasuntha probeerde haar positie te versterken door haar neef Theodahad als koning te benoemen. Theodahad was echter weinig dankbaar. Als snel zette hij Amalasuntha gevangen. Hij liet haar naaste medewerkers ter dood brengen. Liberius werd samen met zijn collega-senator Venantius Ospilio door Theodahad naar Constantinopel afgevaardigd om daar  Justinianus brieven te overhandigen, waarin een mildere versie van de gebeurtenissen werd beschreven. Toen zij de haven van Avlona echter bereikten ontmoetten de twee gezanten de afgevaardigde van de keizer, Peter. Zij vertelden hem het hele verhaal, zoals het werkelijk gebeurd was. Het nieuws van Amalasuntha's gevangenschap, gevolgd door haar latere moord, gaven Justinianus een geschikt voorwendsel voor de start van een militaire campagne tegen de Goten in Italia. Dit was het begin van de lange en verwoestende Gotische Oorlog. Liberius werd met eer in Constantinopel ontvangen. Hij keerde voorlopig niet terug naar Italia.

## In keizerlijke dienst

### Prefect van Egypt
Ondanks zijn hoge leeftijd werd Liberius, voor een belangrijk vanwege zijn onberispelijk orthodoxe geloofsbrieven, rond 538 verkozen als de nieuwe Augustale prefect van Egypte, met als hoofdtaak het onderdrukken van het lokale monophysitisme, samen met een kerkelijke commissie onder leiding van de toekomstige paus Pelagius I. Volgens de door Procopius in zijn Anecdota verschafte informatie was deze periode roerig, ofwel als gevolg van zijn gebrek aan kennis van de plaatselijke realiteit ofwel vanwege inmenging van het keizerlijk hof, waaronder een geschil met zijn opvolger, Johannes. Bij zijn terugkeer in 542 naar Constantinopel werd Liberius geconfronteerd met een senatoriaal onderzoek, maar hij slaagde erin om zijn daden op succesvolle wijze te verdedigen.

### Rol in de Gotische Oorlog
In Italië verslechterde de situatie snel voor het Rijk. De Goten hadden onder Totila het grootste deel van het Italiaanse schiereiland heroverd en zij vormden een bedreiging voor Sicilië. In 550 stuurde Justinianus, na veel aarzeling,   Liberius met een leger naar Sicilië. Deze slaagde erin om de blokkade rond de belegerde stad Syracuse te doorbreken, maar zijn militaire onervarenheid stond hem in de weg. Hij bleek niet in staat om militaire operaties van betekenis tegen de Goten te voeren. In plaats daarvan verliet hij de stad met zijn leger en ging hij op weg naar Palermo, waar hij in 551 werd vervangen door de Armeense generaal Artabanes.

### Laatste jaren
In die tijd was er in het Visigotische Koninkrijk in Hispania (het Iberisch schiereiland) een burgeroorlog  uitgebroken tussen de aanhangers van aan de ene kant Athanagild en aan de andere kant Agila I. Athanagild vroeg Justinianus om hulp. De keizer stuurde een klein leger van 2000 man naar Hispania. Met deze steun kreeg Athanagild de overhand. Hij werd in 554 tot koning van de Visigoten gekroond. De Romeinen behielden het grootste deel van hun veroveringen, een gebied dat ongeveer overeenkwam met de oude provincie Baetica. Dit werd nu de provincie Spania. De Visigoten erkenden de suzereiniteit van het Byzantijnse Rijk. Jordanes vermeldt in een werk uit 551 terloops dat deze Byzantijnse strijdkracht werd aangevoerd door Liberius. Een aantal historici, waaronder J.B. Bury accepteren Jordanes commentaar als accuraat, maar James O'Donnell merkt op dat Liberius na in Italia te zijn vervangen door de Armeense generaal Artabanes naar Constantinopel was teruggekeerd. Hij was daar ook in mei 553 toen hij deelnam aan het Tweede Concilie van Constantinopel. Dit zou hem geen tijd hebben gelaten voor een campagne in Hispania. Op dit concilie probeerde Liberius Paus Vigilius te overtuigen om het concilie bij te wonen en de door keizer Justinianus ingenomen posities te accepteren.
Als dank voor zijn lange en opvallend grote verdiensten voor het Keizerrijk werd Liberius een van de mannen, die door keizer Justinianus in de Pragmatieke Sanctie van 13 augustus 554 werd beloond. Liberius kreeg uitgebreide landgoederen in Italia toegewezen; O'Donnell merkt op dat dit het laatste document is waar wij over beschikken dat nog tijdens Liberius' leven werd vervaardigd. Waarschijnlijk stierf Liberius nog hetzelfde jaar, 554. Hij werd begraven in Ariminum. Zijn kinderen richten op zijn graf een grafmonument met inscriptie op dat door O'Donnell wordt beschreven als "onopvallend, zelfs nietszeggend: in volledige overeenstemming met de meest lege tradities in dat genre."

## Voetnoten
1. ↑  (en)  J.J. O'Donnell, Liberius the Patrician, in Traditio 37 (1981), p. 33. Gearchiveerd op 29 maart 2019.
2. ↑  (en)  J.J. O'Donnell, Liberius the Patrician, in Traditio 37 (1981), p. 34. Gearchiveerd op 29 maart 2019.
3. ↑  (en)  J.J. O'Donnell, Liberius the Patrician, in Traditio 37 (1981), pp. 36-39. Gearchiveerd op 29 maart 2019.
4. ↑  (en)  J.J. O'Donnell, Liberius the Patrician, in Traditio 37 (1981), , pp. 44-46. Gearchiveerd op 29 maart 2019.
5. ↑  Vita Caesarii Arelatensis II 10-15. Vertaald door W.E. Klingshirn, Caesarius of Arles: The Making of a Christian Community in Late Antique Gaul, Liverpool, 1994, pp. 48-51.
6. ↑  (en)  James J. O'Donnell, Liberius the Patrician, in Traditio 37 (1981), pp. 54, 57-59. Gearchiveerd op 29 maart 2019.
7. ↑  Gregorius de Grote, Dialogae (red. door Adalbert de Vogüe, p. 260).
8. ↑  (en)  E. Fentress - C. Goodson - M. Laird - S. Leone, Walls and Memory. The Abbey of San Sebastiano at Alatri (Lazio) from Late Roman Monastery to Renaissance Villa and Beyond, Turnhout, 2005, pp. 32-70.
9. ↑  (en)  J.J. O'Donnell, Liberius the Patrician, in Traditio 37 (1981), p. 60. Gearchiveerd op 29 maart 2019.
10. ↑  (en)  J.B. Bury, History of the Later Roman Empire from the Death of Theodosius I to the Death of Justinian, II, Londen, 1923, pp. 163-164.
11. ↑  (en)  J.J. O'Donnell, Liberius the Patrician, in Traditio 37 (1981), pp. 62-64. Gearchiveerd op 29 maart 2019.
12. ↑  (en)  J.J. O'Donnell, Liberius the Patrician, in Traditio 37 (1981), pp. 64 e.v. Gearchiveerd op 29 maart 2019.
13. ↑  (en)  J.J. O'Donnell, Liberius the Patrician, in Traditio 37 (1981), pp. 66 e.v. Gearchiveerd op 29 maart 2019.
14. ↑  Getica, p. 303.
15. ↑  (en)  J.B. Bury, History of the Later Roman Empire from the Death of Theodosius I to the Death of Justinian, II, Londen, 1923, pp. 286-287, (en)  J.J. O'Donnell, Liberius the Patrician, in Traditio 37 (1981), pp. 67 e.v. Gearchiveerd op 29 maart 2019.
16. ↑  (en)  J.J. O'Donnell, Liberius the Patrician, in Traditio 37 (1981), pp. 69 e.v. Gearchiveerd op 29 maart 2019.
17. ↑  (en)  J.J. O'Donnell, Liberius the Patrician, in Traditio 37 (1981), p. 70. Gearchiveerd op 29 maart 2019.